# Papiro 13
El Papiro 13, designado por la sigla {\displaystyle {\mathfrak {P}}}13 o P13 en la numeración Gregory-Aland es un manuscrito fragmentado del Nuevo Testamento en griego koiné. Se copió en papiro en el siglo III aproximadamente en los años 225-250 d. C. En efecto, Philip Comfort fechó el manuscrito en los años 225-250.

## Descripción
El texto que sobrevive son doce columnas, de 23 a 27 líneas cada una, de un rollo. El texto que contiene de la Carta a los Hebreos son los versículos 2:14-5:5; 10:8-22; 10:29-11:13; 11:28-12:17. El texto fue escrito por un escriba profesional. La presencia de la paginación 47-50 demuestra que Hebreos estaba precedido por únicamente un libro en el rollo original, como aparece la Carta a los Romanos en el Papiro 46. Este es el manuscrito en papiro más grande conservado del Nuevo Testamento aparte de los Papiros Chester Beatty.
En la parte trasera del papiro se escribió el Ab Urbe Condita de Tito Livio, algunos eruditos creen que el manuscrito posiblemente fue traído a Egipto por un oficial romano y dejado atrás cuando abandonó su puesto.
Tiene un error de itacismo (ι y ει, ε y αι, υ y οι).
El manuscrito es uno de los cuatro manuscritos del Nuevo Testamento en papiro en forma de rollo (los otros son: {\displaystyle {\mathfrak {P}}^{12}}, {\displaystyle {\mathfrak {P}}^{18}}, y el {\displaystyle {\mathfrak {P}}^{22}})
Según Comfort es uno de los seis primeros manuscritos que contenían un conjunto completo de las cartas de Pablo. Los otros cinco manuscritos son: {\displaystyle {\mathfrak {P}}^{15}}/{\displaystyle {\mathfrak {P}}^{16}}, {\displaystyle {\mathfrak {P}}^{30}}, {\displaystyle {\mathfrak {P}}^{46}}, {\displaystyle {\mathfrak {P}}^{49}}, {\displaystyle {\mathfrak {P}}^{92}}).

## Texto
El Papiro 13 es una representación del tipo textual alejandrino. Aland lo ubicó en la Categoría I.
Presenta una gran afinidad textual con el Códice Vaticano Griego 1209, también tiene un 80% de coincidencia con el Papiro 46. Tiene numerosas lecturas distintivas.
El Papiro 13 está escrito en el recto-verso, con el verso (atrás) conteniendo Hebreos y el recto (enfrente) conteniendo una parte de Historia de Roma de Livio, fechado alrededor del año 200.

## Historia
El manuscrito fue descubierto en Oxirrinco, Egipto por Grenfell y Hunt, quienes publicaron su texto en el año 1904. En la lista de papiros encontrados en Oxirrinco se le asignó el número 657.
Actualmente está guardado en la Biblioteca Británica (Inv. Nr. 1532) y en la Biblioteca Laurenciana (PSI 1292).

## Lectura adicional
- B. P., Grenfell; A. S. Hunt (1904). Oxyrhynchus Papyri IV. Londres. pp. 36-48.
- Vittorio Bartoletti and M. Norsi, Papiri greci e latini della Società Italiana, vol. 12 (1951), p. 209-210 (PSI 1292).
- Gregory, Caspar René (1908). Die griechischen Handschriften des Neuen Testament. Leipzig: J.C. Hinrichs’sche Buchhandlung. p. 47.